# Mitino Buttress
Mitino Buttress (englisch; bulgarisch рид Митино rid Mitino) ist ein abgerundeter, vereister, in südsüdost-nordnordwestlicher Ausrichtung 14 km langer, 7 km breiter und bis zu 1000 m hoher und vereister Gebirgskamm an der Graham-Küste des Grahamlands im Norden der Antarktischen Halbinsel. Er ragt 12,3 km nordöstlich des Mount Genecand, 11,15 km östlich des Prestoy Point, 7,3 km südöstlich des Vardun Point, 15,13 km südsüdwestlich des Mount Dewey und 41,15 km westlich des Kjulewtscha-Nunataks in den westlichen Ausläufern des Bruce-Plateaus auf. Der Birley-Gletscher liegt nordöstlich und der Lawrie-Gletscher westlich von ihm.
Britische Wissenschaftler kartierten ihn 1976. Die bulgarische Kommission für Antarktische Geographische Namen benannte ihn 2015 nach Ortschaft Mitino im Südwesten Bulgariens.